# Belovița, Plovdiv
Belovița (în bulgară Беловица) este un sat în comuna Hisarea, regiunea Plovdiv,  Bulgaria. 

## Demografie
Componența etnică a satului Belovița
     Bulgari (88,52%)
     Romi (3,52%)
     Turci (1,47%)
     Nicio identificare (6,47%)
La recensământul din 2011, populația satului Belovița era de 340 locuitori. Din punct de vedere etnic, majoritatea locuitorilor (88,52%) erau bulgari, existând și minorități de romi (3,52%) și turci (1,47%). Pentru 6,47% din locuitori nu este cunoscută apartenența etnică.